# GAINSCO Auto Insurance Indy 300 2008
GAINSCO Auto Insurance 300 var ett race som kördes den 29 mars på Homestead-Miami Speedway på kvällen (lokal tid). Med svensk tid startade loppet 03.00 den 30 mars.

## Rapport
Scott Dixon inledde säsongen på bästa möjliga sätt, genom att dominera helgen på Floridaovalen. Han tog pole position och vann racet, och ryckte därmed åt sig en tidig ledning i mästerskapet. Racet såg annars ut att vara Tony Kanaans. Brasilianaren ledde med sju varv kvar att köra, då den varvade Ernesto Viso snurrade framför honom. Han lyckades inte värja, utan skadade bilen och fick nöja sig med en åttondeplats, två varv efter den vinnande nyzeeländaren. Kvällens överraskning var att Dan Wheldon avancerade från slutet av griden ända upp till ännu en pallplats för Chip Ganassi Racing.

### Slutresultat
| Plats | Förare            | Team                       | Grid | Kvalsnitt |
| ----- | ----------------- | -------------------------- | ---- | --------- |
| 1     | Scott Dixon       | Chip Ganassi Racing        | 1    | 25,058    |
| 2     | Marco Andretti    | Andretti Green Racing      | 4    | 25,263    |
| 3     | Dan Wheldon       | Chip Ganassi Racing        | 22   | -         |
| 4     | Hélio Castroneves | Team Penske                | 5    | 25,266    |
| 6     | Ed Carpenter      | Vision Racing              | 24   | 25,062    |
| 6     | Danica Patrick    | Andretti Green Racing      | 2    | 25,201    |
| 7     | Ryan Hunter-Reay  | Rahal Letterman Racing     | 9    | 25,367    |
| 8     | Tony Kanaan       | Andretti Green Racing      | 6    | 25,267    |
| 9     | A.J. Foyt IV      | Vision Racing              | 25   | 25,191    |
| 10    | Vitor Meira       | Panther Racing             | 10   | 25,419    |
| 11    | Buddy Rice        | Dreyer & Reinbold Racing   | 11   | 25,519    |
| 12    | Oriol Servià      | KV Racing Technology       | 14   | 25,576    |
| 13    | Darren Manning    | A.J. Foyt Enterprises      | 12   | 25,539    |
| 14    | Franck Perera     | Conquest Racing            | 13   | 25,550    |
| 15    | Justin Wilson     | Newman/Haas/Lanigan Racing | 15   | 25,608    |
| 16    | Mário Moraes      | Dale Coyne Racing          | 21   | 25,817    |
| 17    | Ernesto Viso      | HVM Racing                 | 18   | 25,689    |
| 18    | Enrique Bernoldi  | Conquest Racing            | 17   | 25,685    |
| 19    | Ryan Briscoe      | Team Penske                | 3    | 25,204    |
| 20    | Milka Duno        | Dreyer & Reinbold Racing   | 16   | 25,663    |
| 21    | Marty Roth        | Roth Racing                | 8    | 25,281    |
| 22    | Jay Howard        | Roth Racing                | 23   | -         |
| 23    | Bruno Junqueira   | Dale Coyne Racing          | 20   | 25,772    |
| 24    | Hideki Mutoh      | Andretti Green Racing      | 7    | 25,275    |
| 25    | Will Power        | KV Racing Technology       | 19   | 25,698    |